# Michael Byrnes
Michael Jude Byrnes (ur. 23 sierpnia 1958 w Detroit, zm. 31 maja 2025 tamże) – amerykański duchowny katolicki, doktor teologii, w latach 2011–2016 biskup pomocniczy Detroit, od 2016 do 2019 arcybiskup koadiutor Hagåtña, w latach 2019–2023 arcybiskup metropolita Hagåtña.

## Życiorys
Święcenia kapłańskie otrzymał z rąk kardynała Adama Maidy w dniu 25 maja 1996 i został inkardynowany do archidiecezji Detroit. Po święceniach i kilkuletnim stażu wikariuszowskim odbył w Rzymie studia doktoranckie z teologii. W 2003 powrócił do kraju i został wykładowcą seminarium w Detroit, a w następnym roku objął funkcję jego wicerektora.
22 marca 2011 mianowany biskupem pomocniczym Detroit ze stolicą tytularną Eguga. Sakry udzielił mu metropolita Allen Vigneron. Odpowiadał za północno-wschodnią część archidiecezji.
31 października 2016 papież Franciszek mianował go arcybiskupem koadiutorem archidiecezji Hagåtña. 4 kwietnia 2019, po ogłoszeniu ostatecznego wyroku złożenia z urzędu abp. Anthony'ego Apurona, objął oficjalnie pełnię rządów w archidiecezji.
28 marca 2023 papież przyjął jego rezygnację z urzędu arcybiskupa. Zmarł 31 maja 2025 w hospicjum w Detroit w wieku 66 lat.